# Ломоносов (сборник)
«Ломоносов. Сборник статей и материалов» (не путать с «Ломоносовский сборник», 1911) — серийное академическое издание, сборник научных статей и сообщений, посвящённых изучению жизни и творчества М. В. Ломоносова, издаваемый АН СССР с 1940 года.

## История

### Предшественники
Сборники статей и публикация материалов, отражающих жизнь и творчество М. В. Ломоносова осуществлялись Петербургской академией наук и отдельными научными обществами с конца XVIII в. Наименование «Ломоносовский сборник» впервые появилось как подзаголовок к изданию «Празднование столетней годовщины Ломоносова Московским университетом», и уже в качестве заголовка впервые к 190-летнему юбилею со дня рождения М. В. Ломоносова в 1901 г. в издании Общества любителей естествознания, антропологии и этнографии при Московском университете. Собственно академическое издание с аналогичным названием и специальной отметкой «Издание императорской академии наук» вышло в свет к 200-летнему юбилею учёного. Вместе с тем под заголовком «Ломоносовский сборник» Архангельский губернский статистический комитет опубликовал издание под общей редакцией Н. А. Голубцова. Оживление интереса к истокам русской академической науки и её фактического основателя, М. В. Ломоносова, побудило АН СССР возобновить «Ломоносовский сборник» под эгидой Президента АН С. И. Вавилова.

### Академический сборник «Ломоносов»
Сборник «Ломоносов» был создан Комиссией по истории Академии наук СССР в 1940 г. по инициативе и под редакцией академика С. И. Вавилова, отмечавшего, что «изучение научного и литературного наследия Ломоносова является одной из первоочередных задач [в исследовании] истории отечественной науки». Издание сборника, задуманного как альманах, было прервано войной, но возобновлено уже в начале 1946 г. В общей сложности за 70 лет усилиями Комиссии по истории АН СССР, Институтом истории естествознания и техники АН СССР и академическим Музеем М. В. Ломоносова было подготовлено и издано 9 томов, представляющих новые материалы о творчестве учёного, освещающих самые разные стороны его деятельности. Следует упомянуть также, что на основе словника, подготовленного Музеем М. В. Ломоносова, было составлено справочное издание «М. В. Ломоносов: Энциклопедический словарь», вышедшее под редакцией Э. П. Карпеева как дополнение к основным томам сборника. К 300-летнему юбилею М. В. Ломоносва готовился 10-й том.

## Содержание
1. Ломоносов: Сборник статей и материалов I. Москва, Ленинград: Издательство Академии наук СССР, 1940. (Труды комиссии по истории Академии наук)
2. Ломоносов: Сборник статей и материалов II. Москва, Ленинград: Издательство Академии наук СССР, 1946. (Труды комиссии по истории Академии наук)
3. Ломоносов: Сборник статей и материалов III. Москва, Ленинград: Издательство Академии наук СССР, 1951. 632 c. тираж 3000. (Труды комиссии по истории Академии наук)
4. Ломоносов: Сборник статей и материалов IV. Москва, Ленинград: Издательство Академии наук СССР, 1960. 464 с. тираж 2000. (Труды комиссии по истории Академии наук)
5. Ломоносов: Сборник статей и материалов V. Москва, Ленинград: Издательство Академии наук СССР, 1961. 399 c.
6. Ломоносов: Сборник статей и материалов VI. Москва, Ленинград: Издательство Академии наук СССР, 1965. 399 c.
7. Ломоносов: Сборник статей и материалов VII. Ленинград: Издательство Наука, 1977. 203 с. тираж 1400.
8. Ломоносов: Сборник статей и материалов VIII. Ленинград: Издательство Наука, 1983. 171 с. тираж 2650.
9. Ломоносов: Сборник статей и материалов IX. Ленинград: Издательство Наука, 1991.
10. Ломоносов: Сборник статей и материалов X. Санкт-Петербург: Издательство Наука, 2011. 467 c.

Авторский состав сборников разнообразен и объединяет как российских (95 % общего числа авторов), так и зарубежных исследователей, представляющих академические учреждения ГДР, ФРГ, Японии и др.
Всего в 9 томах было опубликовано 161 сообщение. Сотрудниками Музея М. В. Ломоносова в 2008 г. была подготовлена аннотированная роспись содержания сборника и указатели к нему. Согласуясь с подзаголовочными данными самих статей и аннотациями к ним представляется возможным разделить весь массив материала на условные тематические группы.
Статьи, посвящённые исследованию биографии М. В. Ломоносова (всего таких 26, из них):
- 5 освещают деятельность учёного в Академии наук;
- 13 описывают окружение М. В. Ломоносова;
- 8 характеризуют отдельные эпизоды его биографии.

Условно выделяется группа статей по истории (это наиболее многочисленная категория — 76 статей и сообщений, или 47,2 % от их общего числа), в том числе:
- влияние творчества М. В. Ломоносова на общественную мысль (всего 13);
- историография его деятельности (17 статей);
- статьи эвристического, археографического и источниковедческого характера (20 статей).

Остальные 52,8 % статей иллюстрируют вклад М. В. Ломоносова в становление и развитие отдельных отраслей научного знания:
- химии и геологии (28 статей),
- физико-математических наук (всего 29 сообщений; из них 20 собственно по вопросам физики, 6 — астрономии и 3 статьи затрагивают математические проблемы);
- филологические проблемы освещают 7 статей.
- несколько сообщений отражают влияние М. В. Ломоносова на развитие педагогики, географии (по 3) и физиологии (2 сообщения).

Отдельное внимание обращает на себя довольно многочисленная категория сообщений по иконографии М. В. Ломоносова — этому вопросу посвящена каждая 13 статья.

## Сборник «Ломоносов» в историографии наследия М. В. Ломоносова
Сборник «Ломоносов» в полной мере соответствует своей цели, постулированной его вдохновителем, Президентом АН СССР С. И. Вавиловым — «исследование и интерпретация образа М. В. Ломоносова», достигая её преимущественно средствами исторической науки. Сборник представляет М. В. Ломоносова прежде всего как химика и физика, впрочем уделяя должное внимание всем основным направлениям его научного и литературного творчества. Объединяя усилия российских и зарубежных исследователей, сборник формирует дискуссионное поле ломоносововедения и заслуженно занимает центральное место в историографии жизни и деятельности великого русского учёного.